# 404
404 је била преступна година.

## Догађаји

### Јануар
- 1. јануар — Последње познато такмичење гладијатора се одржава у Риму.

- 6. октобар – Елија Евдоксија има седму и последњу трудноћу, која се завршава побачајем. Она крвари и убрзо након тога умире од инфекције.
- Фравита, Гот који служи Источном римском царству као генерал високог ранга, погубљен је по налогу моћног званичника по имену Јован. Фравита је погубљен зато што је оптужио Јована да је супротставио цара Аркадија и цара Хонорија (из Источног и Западног римског царства). Погубљење Фравите доводи до тога да Источно римско царство губи једног од својих најоданијих и најкомпетентнијих генерала.
- Гвангаето Велики из Гогурјеа (Кореја) напада Лиаодонг и заузима цело полуострво Лиаодонг.
- Кинески будистички монах Хуијуан, који је основао секту будизма чисте земље и манастир на планини Лушан, ове године пише књигу Зашто се монаси не поклањају краљевима. У својој књизи он тврди да иако будистичко свештенство треба да остане независно и неометано политиком.
- Елија Евдоксија је прогнала светог Јована Златоуста, епископа цариградског, због критике њеног раскошног начина живота. Протеран је на Кавказ у Јерменији. Папа Иноћентије I у Риму наређује синоду да поново постави епископа, али су његови изасланици затворени. Атик постаје нови епископ Цариграда.

## Смрти
- 1. јануар – Свети Телемах, хришћански монах и мученик
- фебруар – Флавијан Цариградски, антиохијски патријарх
- 19. јун — Хуан Сјуан, војсковођа и цар из династије Јин (р. 369.)
- 6. октобар — Елија Евдоксија, римска царица и Аркадијева жена
- Клаудијан, римски песник (приближан датум)
- Хе Фани, царица из династије Јин (р. 339.)
- Света Павла Римска, пустињска мајка и светац (р. 347)